# Flanagan
Flanagan es un personaje literario, protagonista de diversas historias detectivescas, creado por los escritores españoles Andreu Martín y Jaume Ribera.

## Descripción del personaje
Juan Anguera, más conocido como Flanagan, es un adolescente barcelonés que dedica su tiempo libre a sus investigaciones como detective. Aunque, como él dice No hay que jugar a ser detectives. O lo eres o no lo eres. (Todos los detectives se llaman Flanagan, 1991).
Aunque puede investigar temas domésticos -desde desapariciones de diarios personales hasta descubrir el autor de cartas de amor anónimas- el argumento central de cada libro suele ser un caso importante: maltrato infantil, tráfico de bebés, robos, e incluso asesinato. En el aspecto sentimental, a lo largo de las hasta ahora doce novelas publicadas Flanagan tiene diversas coprotagonistas femeninas.
Los autores han remarcado numerosas veces el deseo expreso de que los libros no sean etiquetados como "literatura juvenil", ya se enmarcan en el género de la novela de detectives y muchos de los fanes del personaje lo conocieron en su juventud pero le han ido siguiendo sin tener en cuenta la edad.
Las trece novelas escritas conjuntamente por los dos escritores, que han vendido más de dos millones de ejemplares, han sido traducidas, entre otros, al castellano, al inglés, al gallego, al francés, al portugués, al alemán o al italiano.
Cada uno de los libros de la serie es independiente de los anteriores, si bien tienen una cierta relación los unos con los otros y suelen comenzar explicando como terminaron los asuntos que dejó pendientes en el anterior, especialmente en el tema sentimental.
El personaje hizo una incursión en el terreno de la sexualidad con el libro El diario rojo de Flanagan -paralelo a El diario rojo de Carlota de Gemma Lienas- en el que ambos describen la experiencia sexual vivida juntos, pero desde puntos de vista diferentes. Este libro se aleja un poco del estilo de las otras novelas y constituye en sí mismo una aventura totalmente independiente.
A lo largo de las 13 novelas escritas hasta ahora, este personaje ha ido creciendo y madurando, tanto en sus deducciones, su forma de pensar, y en las situaciones en las que se involucra. Varias de las obras han ganado premios literarios de prestigio y es frecuente que sean lecturas recomendadas en escuelas e institutos.
El último libro, publicado en enero de 2015, lleva por título Los gemelos congelados.

## Libros
Los libros se publican originalmente en catalán y un año más tarde en castellano. Aquí se muestran las fechas de salida y su código identificador ISBN de su primera edición en castellano.
- No pidas sardina fuera de temporada (1988) ISBN 9788420445809
- Todos los detectives se llaman Flanagan (1991) ISBN 9788422644125
- No te laves las manos, Flanagan (1993) ISBN 9788420756493
- Flanagan de luxe (1994) ISBN 9788466751902
- Alfagann es Flanagan (1996) ISBN 9788466784726
- Flanagan Blues band (1996) ISBN 9788466784733
- Flanagan 007 (1998) ISBN 9788420784519
- Flanagan, sólo Flanagan (2000) ISBN 9788420739496
- Los vampiros no creen en Flanagan (2003) ISBN 9788466716482
- El diario rojo de Flanagan (2004) ISBN 9788408052777
- Yo tampoco me llamo Flanagan (2006) ISBN 9788466751919
- Flanagan Flashback (2009) ISBN 9788466784719
- Los gemelos congelados (2015) ISBN 9788467871159